# Diamant noir
Diamant noir è un film del 2016 diretto da Arthur Harari, al suo esordio alla regia di un lungometraggio.

## Riconoscimenti
- 2017 - Premi César
  - Migliore promessa maschile a Niels Schneider
  - Candidatura per la migliore opera prima ad Arthur Harari
- 2017 - Premi Lumière
  - Candidatura per la migliore promessa maschile a Niels Schneider
  - Candidatura per la migliore opera prima ad Arthur Harari